# Vossloh Modula
A Vossloh Modula négytengelyes, többrendszerű villamos-dízelmozdonysorozat, melyet a Vossloh Rolling Stock gyárt 2022 óta. A sorozatot tolatási és fővonali szolgálatra tervezték. A típus első megrendelője a Paribus Group, amely a mozdonyokat a Northrailen keresztül fogja bérbe adni. Az első Modula-mozdonyok a tervek szerint 2024-től állnak forgalomba.

## Története
A Modula koncepcióját 2018-ban mutatták be az InnoTrans vasútijármű- és közlekedéstechnikai kiállításon „DM 20” néven. Az első legyártott prototípust a 2022-es InnoTranson mutatták be.

## Technológia
A Modula platform négy altípusból áll. A Modula EBB felsővezetékről és kettő akkumulátorról, a Modula EDD felsővezetékről és kettő dízelmotorról, a Modula BDD kettő dízelmotorról és egy kisebb akkumulátorról, míg a Modula BFC hidrogén-tüzelőanyagcelláról és egy kisebb akkumulátorról képes üzemelni. A mozdonyok lítium-titanát akkumulátorainak töltése történhet töltőaljzaton keresztül, beépített dízelmotorral vagy felsővezetékről. Hidrogén-tüzelőanyagcellás verziót eredetileg azért nem tervezett gyártani a Vossloh Rolling Stock, mivel annak a teljesítménye elmarad a többi változattól. 2024 májusában a Duisport Rail ennek ellenére szándéknyilatkozatot kötött a céggel kettő hidrogénnel üzemelő mozdony leszállításáról.
A mozdonyok vonatbefolyásoló rendszere magába foglalja a Siemens ETCS rendszerét.

### Műszaki adatok
|                                   | Modula EBB                                                                    | Modula EDD                                                                    | Modula BDD                                                     | Modula BFC                                     |
| --------------------------------- | ----------------------------------------------------------------------------- | ----------------------------------------------------------------------------- | -------------------------------------------------------------- | ---------------------------------------------- |
| Ütközők közötti hossz             | 18 700 mm                                                                     | 18 700 mm                                                                     | 18 700 mm                                                      | 18 700 mm                                      |
| Szélesség                         |                                                                               |                                                                               |                                                                |                                                |
| Magasság                          |                                                                               |                                                                               |                                                                |                                                |
| Szolgálati tömeg                  | 84–90 t                                                                       | 84–90 t                                                                       | 84–90 t                                                        | 84–90 t                                        |
| Tengelyterhelés                   | 21 t                                                                          | 21 t                                                                          | 21 t                                                           | 21 t                                           |
| Tengelyelrendezés                 | Bo’Bo’                                                                        | Bo’Bo’                                                                        | Bo’Bo’                                                         | Bo’Bo’                                         |
| Nyomtávolság                      | 1435–1520 mm különböző változatok lehetségesek                                | 1435–1520 mm különböző változatok lehetségesek                                | 1435–1520 mm különböző változatok lehetségesek                 | 1435–1520 mm különböző változatok lehetségesek |
| Teljesítmény                      | 2500 kW (15 kV / 25 kV AC) 1500 kW (1,5 kV DC) 500 kW (akkumulátor)           | 2500 kW (15 kV / 25 kV AC) 1500 kW (1,5 kV DC) 2×480 kW (dízelmotorok)        | 2×480 kW (dízelmotorok) 300 kW (akkumulátor)                   | 300 kW                                         |
| Akkumulátor-kapacitás             | 350 kWh                                                                       | nincs                                                                         | 160 kWh                                                        | 160 kWh                                        |
| Indító vonóerő                    | 300 kN                                                                        | 300 kN                                                                        | 300 kN                                                         | 300 kN                                         |
| Engedélyezett legnagyobb sebesség | 120 km/h                                                                      | 120 km/h                                                                      | 120 km/h                                                       | 120 km/h                                       |
| Hajtás                            | elektromos (akkumulátor és felsővezeték)                                      | elektromos és dízel-elektromos (dízelmotorok és felsővezeték)                 | elektromos és dízel-elektromos (dízelmotorok és akkumulátorok) | dízel-elektromos                               |
| Üzemanyagtartály                  | 1500−2300 l                                                                   | 1500−2300 l                                                                   | 1500−2300 l                                                    | ?                                              |
| Áramnem                           | 15 kV, 16,7 Hz AC 25 kV, 50 Hz AC 1,5 kV DC különböző változatok lehetségesek | 15 kV, 16,7 Hz AC 25 kV, 50 Hz AC 1,5 kV DC különböző változatok lehetségesek | nincs                                                          | nincs                                          |

## Üzemeltetők

### Németország

#### Paribus/Northrail
2021 nyarán a Paribus volt az első vállalat, amely szerződést kötött a Vossloh Locomotives vállalattal 50 példány akkumulátoros DM 20 típusú mozdony leszállítására és karbantartására.

#### DB Cargo
2022. január 18-án a DB Cargo bejelentette, hogy a Vossloh Locomotives lett a nyertese egy európai szintű pályázatnak. A plug-in hibrid mozdonyok dízelmotorral és akkumulátorral vannak felszerelve. A tervek szerint 2024-től állnak szolgálatba.

#### Railpool
2023. október 20-án a Railpool 45 példány BDD és EDD altípusú Modula mozdonyt rendelt németországi és hollandiai használatra, melyeket a tervek szerint 2027 végéig fog leszállítani a Vossloh. A szerződésben 152 opciós egység is szerepel.

#### Duisport Rail
A Duisport Rail 2023 májusában szándéknyilatkozatot kötött a Vossloh Rolling Stockkal 2-2 példány Modula BFC és Modula EBB mozdony leszállításáról. Az első, EBB altípusból átalakított BFC mozdonyt kiállították a 2024-es InnoTranson.

### Hollandia

#### Rail Innovators Group/Rail Force One
A RIG 2021 nyarán 50 db DM 20 típusú mozdonyt rendelt akkumulátorral. Az első mozdonyokat 2024-től a rotterdami kikötőben fogják használni.

## Fordítás
- Ez a szócikk részben vagy egészben  a   Vossloh Modula című német Wikipédia-szócikk ezen változatának fordításán alapul.  Az eredeti cikk szerkesztőit annak laptörténete sorolja fel. Ez a jelzés csupán a megfogalmazás eredetét és a szerzői jogokat jelzi, nem szolgál a cikkben szereplő információk forrásmegjelöléseként.